# سایلی-آشاتل
سایلی-آشاتل (به فرانسوی: Sailly-Achâtel) یک کمون در فرانسه است که در Canton of Verny واقع شده‌است.

## خصوصیات
سایلی-آشاتل ۸٫۱۸ کیلومترمربع مساحت و ۲۰۵ نفر جمعیت دارد و ۲۵۰ متر بالاتر از سطح دریا واقع شده‌است.